# Килапан
Хосе Сантос Килапан (ок. 1840—1875) — главный вождь (лонко), возглавлявший силы мапуче, противостоявшие чилийской армии под командованием Корнелио Сааведры Родригеса во время оккупации Араукании.

## Биография
Родился около 1840 года в Аденкулько. Сын вождя мапуче Хуана Мангина Уэно, он был последователем, а позднее лейтенантом Кальфукуры. Он считается последним великим правителем мапуче к западу от Анд, архитектором объединения различных областей территории мапуче-аррибано. В Кечерегуасе он одержал последнюю военную победу народа мапуче в генеральном сражении. Родственник вождя племени пеуэнче Фелисиано Пуррана.
В 1861 году после войн на севере и на фоне снижения национального производства пшеницы чилийское правительство решило провести военную оккупацию территории, которая до первой половины XIX века считалась автономной территорией мапуче, с целью восстановления части экономики страны. Примерно в это же время в регионе появился французский авантюрист Орели Антуан де Тунан и предпринял попытку создать Королевство Араукании и Патагонии, провозгласив себя королём под именем Орели Антуан I. Учитывая эти обстоятельства, подразумевавшие возможность французского протектората в Араукании, чилийские власти решили реализовать план, предложенный генералом армии Корнелио Сааведрой Родригесом.
Этот план включал в себя не только военные действия (которые, как заявил сам генерал Сааведра, в конечном итоге превратятся в акты грабежа), но также политическое и культурное проникновение на территории посредством передачи материальных элементов (технологий, оружия, законодательства), которые помогли бы закрепить присутствие западной культуры над мапуче. Они стремились основывать города, строить общественные сооружения, такие как дороги, телеграфы, а также открывать школы и больницы. Отчужденные земли были переданы поселенцам бесплатно и вместе с инструментами для поощрения заселения района и развития производства пшеницы на территории, которая в Сантьяго-де-Чили считалась незаселенной.
За короткое время Корнелио Сааведра смог занять территорию, простирающуюся до реки Мальеко, где он заново основал город Анголь, в 1861 году перестроил форт Негрете и в 1862 году основал форты Мульчен и Лебу. По прибрежной территории ему удалось продвинуться до реки Тольтен. Первая оккупация прошла при относительно небольшом сопротивлении из-за насильственного переселения и резни, но затем произошло восстание народа мапуче, жившего вблизи реки Мальеко, в котором принял участие Нидол Лонко Хосе Сантос Килапан.
По словам историка Хосе Бенгоа, после смерти Хуана Мангина Уэно, отца Килапана, вероятно, в 1866 году состоялась встреча вождей арауканов (мапуче). Указывается, что Килапан говорил в течение всего дня, вспоминая, как его отец защищал территорию мапуче и выступал против намерений чилийского правительства.
Получив признание, Килапан заключил союзы с группами мапуче из пампасов во главе с Кальфукурой, чтобы противостоять вторжениям и набегам чилийской армии на территорию мапуче. В 1868 году он победил тогдашнего полковника Педро Лагоса в битве при Кечерегуасе, одержав последнюю военную победу народа мапуче над чилийской армией. В 1870 году чилийская армия заменила карабины Минье на магазинную винтовку Спенсера, которая позволяла вести непрерывный огонь, что привело к большим потерям среди рядовых мапуче, привыкших использовать моменты перезарядки боеприпасов для атаки.
После нескольких побед Ионко Килапан укрылся в Лонкоче, где и умер где-то между 1874 и 1875 годами . Его смерть оставила мапуче без командования. В последнем восстании 1881—1882 годов последние воины мапуче под предводительством лонко Эстебана Ромеро потерпели поражение в неудачном наступлении на Темуко от чилийской артиллерии и последующей атаки конницы мапуче.